# Burn down chart

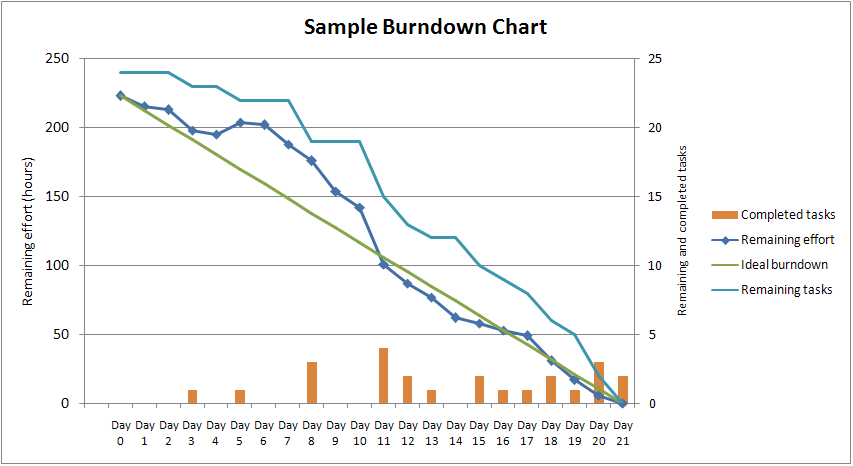
Un esempio di burn down chart.

Un burn down chart è una rappresentazione grafica del lavoro da fare su un progetto nel tempo. Di solito il lavoro rimanente (o backlog) è indicato sull'asse verticale e il tempo sull'asse orizzontale. Il diagramma rappresenta una serie storica del lavoro da fare. Esso è utile per prevedere quando avverrà il completamento del lavoro. È spesso utilizzato in metodologie agili di sviluppo software come Scrum.